# Carlos Pereira
Carlos Pereira (Gravatá, 8 augustus 1982) is een Braziliaans autocoureur.

## Carrière
Pereira begon zijn autosportcarrière in 2000 in de Braziliaanse Formule Chevrolet, waarin hij op de dertiende plaats eindigde met 23 punten. In 2001 bleef hij actief in deze klasse en werd met één overwinning en 77 punten vierde in het kampioenschap.
In 2002 maakte Pereira de overstap naar Europa, waarbij hij uitkwam in zowel de Italiaanse Formule Renault 2.0 als de Formule Renault 2000 Eurocup voor het team RC Motorsport. In het Italiaanse kampioenschap begon hij sterk met twee derde plaatsen in de eerste twee races op het ACI Vallelunga Circuit en het Autodromo di Pergusa en eindigde op de zevende plaats in het kampioenschap met 78 punten. In de Eurocup had hij het moeilijker en kon in slechts twee van de zeven races waarin hij deelnam punten scoren, met een achtste plaats op het Autodromo Enzo e Dino Ferrari als beste resultaat. Met tien punten werd hij 21e in het eindklassement.
In 2003 had Pereira oorspronkelijk geen racezitje, maar vanaf het tweede raceweekend op het Circuit Zolder mocht hij in de World Series by Nissan zijn landgenoot Enrique Bernoldi, die was vertrokken naar het team GD Racing, vervangen bij RC Motorsport. Na vier raceweekenden, waarin hij zeven kampioenschapspunten scoorde met een zevende plaats op het Autodromo Nazionale Monza als beste klassering, werd hij weer vervangen door Vitantonio Liuzzi. Uiteindelijk werd hij twintigste in de eindstand. Pereira nam hierna niet meer deel aan grote internationale races.